# 诚信路站
诚信路站是贵阳轨道交通2号线的地铁车站，位于中华人民共和国贵州省贵阳市观山湖区金朱西路与诚信南路交叉口以南地下，于2021年4月28日开启试运营。
2009年，贵阳轨道交通2号线开始筹建。2010年9月3日《贵州市城市快速轨道交通建设规划》经国务院批准下达批复，2014年开工建设。诚信路站为中间站。